# Kahama (Distrikt)
Kahama ist ein früherer Distrikt der Region Shinyanga in Tansania. Er wurde 2012 in die drei Distrikte Usheto, Msalala und Kahama (TC) geteilt, Kahama (TC) wurde 2021 auf Kahama (MC) umbenannt.

## Geographie
Der Distrikt hatte eine Größe von 9463 Quadratkilometer und 766.010 Einwohner (Stand 2012). Er lag südlich des Victoriasees im Nordwesten von Tansania in einer Höhenlage von 1000 bis 1500 Meter über dem Meer. Das Klima im Gebiet ist tropisch, Aw nach der effektiven Klimaklassifikation. Die Niederschläge von 750 bis 1000 Millimeter im Jahr fallen größtenteils in den Monaten Oktober bis Anfang Mai, sind aber sehr unregelmäßig. Die Durchschnittstemperatur liegt recht konstant zwischen 21 und 26 Grad Celsius.

## Bevölkerung
Die Einwohnerzahl stieg von 594.891 im Jahr 2002 auf 766.010 im Jahr 2012. Besonders stark war die Zunahme im Town Council, wo sich die Bevölkerungszahl in diesen zehn Jahren verdoppelte.
| - Bildung: Im Msalala District Council gab es insgesamt 94 Grundschulen und 15 weiterführende Schulen. Von den Grundschulen waren 91 staatlich. Das Bildungssystem litt unter dem Mangel an Klassenräumen und Lehrern, so kamen in Ushetu 49 Schüler auf einen Lehrer. Die Anzahl der Analphabeten bei den über Fünfzehnjährigen sank von 2002 bis 2012 in der Stadt von 32 auf 21 Prozent, auf dem Land von 48 auf 39 Prozent. In der Stadt war vor allem der Anteil der Englisch sprechenden Bevölkerung höher. - Gesundheit: Im Kahama Town Council gab es zwei Krankenhäuser, fünf medizinische Zentren und 34 Apotheken. Die Hauptkrankheiten waren Ateminsuffizienz, Malaria und Lungenentzündung. - Wasser: Für die Versorgung mit Trinkwasser wurde zu Beginn des 21. Jahrhunderts eine Wasserleitung vom Victoriasee nach Kahama gebaut. Das Wasser wurde über Rohrleitungen mit einem Durchmesser von 700 bis 1200 Millimeter in einen Hauptspeicher bei Ihelele gepumpt. Von dort floss das Wasser in einen achtzehn Millionen Liter fassenden Speicher bei der Stadt Kahama. Die Versorgung mit sicherem und sauberem Trinkwasser im ländlichen Ushetu Council lag im Jahr 2013 unter 50 Prozent. | Hier fehlt eine Grafik, die leider im Moment aus technischen Gründen nicht angezeigt werden kann. Wir arbeiten daran! Town Council | Hier fehlt eine Grafik, die leider im Moment aus technischen Gründen nicht angezeigt werden kann. Wir arbeiten daran! District Council |

| - Landwirtschaft: Im Jahr 2012 waren drei Viertel der Landbevölkerung und die Hälfte der Stadtbevölkerung in der Landwirtschaft beschäftigt. Hauptsächlich angebaut wurden Reis, Mais und Baumwolle und im Ushetu District Council auch Tabak, Hirse und Süßkartoffel. Sechzig Prozent der ländlichen Haushalte und ein Drittel in der Stadt hielten auch Haustiere, vor allem Rinder und Geflügel. - Gewerbe und Industrie: Es gab hauptsächlich kleine Gewerbebetriebe, wie Getreide- und Ölmühlen oder Tischlereien, Schmiedewerkstätten und Schneidereien. Die Anzahl der Gewerbebetriebe im Ushetu District Council stieg von 51 im Jahr 2005 auf 102 im Jahr 2012. | Hier fehlt eine Grafik, die leider im Moment aus technischen Gründen nicht angezeigt werden kann. Wir arbeiten daran! |

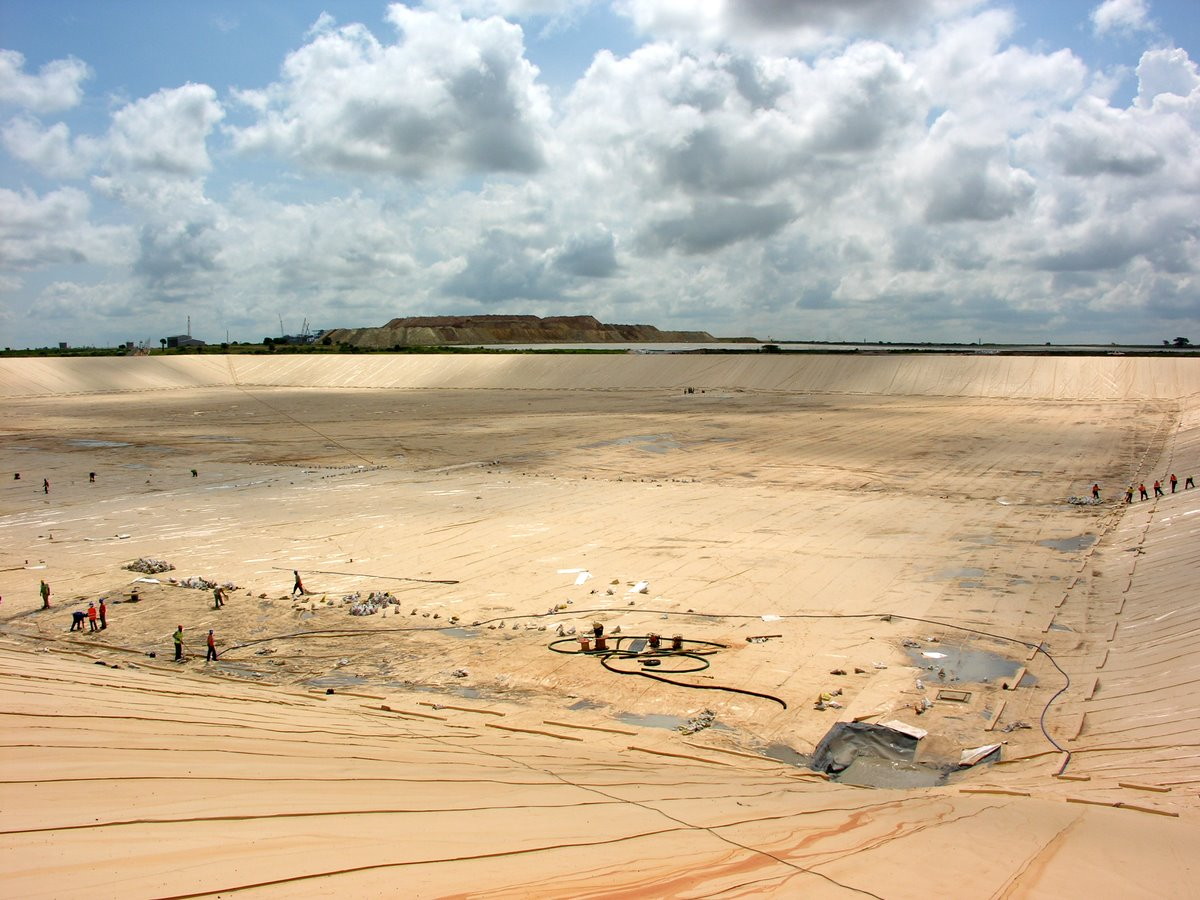
Goldabbau im Tagbau

- Bergbau: Ab 2011 wurde von der Firma Barrick Gold in Bulyanhulu abgebaut. Im Jahr 2019 wurden hier 765 Kilogramm Gold gewonnen.[19][20][21]
- Eisenbahn: Der nördliche Ast der Tanganjikabahn, der in Tabora von der Hauptstrecke abzweigt und bis Mwanza führt, hat einen Bahnhof in der Stadt Isaka.[22][23]
- Straßen: Die wichtigste Straßenverbindung im Distrikt waren die Nationalstraße T3, die in Tinde von der Nationalstraße T8 abzweigt und durch die Städte Isaka und Kahama nach Westen führt.[24]

## Sehenswürdigkeiten
- Kigosi-Nationalpark: Dieses 7460 Quadratkilometer große Gebiet, das auch Teile der Region Tabora umfasst, wurde im Jahr 1983 als Wildreservat eingerichtet und 2019 zum Nationalpark erklärt. Es bietet Tier- und besonders Vogelbeobachtungen.[25][26][27]